# 박정요
박정요(1956년~2012년 12월 2일)는 대한민국의 소설가다.

## 생애
전라남도 해남 출생으로, 1982년 불교신문 신춘문예에 시 〈산문〉이 당선되었으며, 1989년 ‘문예중앙’ 신인문학상에 중편 〈무적〉(霧笛)이 당선되어 작품 활동을 시작했다.
1999년 〈어른도 길을 잃는다〉로 제17회 신동엽창작기금을 받았다.
2012년 12월 2일, 뇌출혈로 별세했다.

## 작품
- 소설 모음집 《강의실에서 읽는 여성주의 소설》(책나무) 중〈폐허일기〉: 12인 공저
- 장편 소설집 《어른도 길을 잃는다》(창작과비평사, 1998)
- 단편 모음집 《2와 2분의 1》(문학의 문학, 2009) : 9인 공저
  - 공저자 : 차현숙, 권지예, 박정요, 배수아, 서하진, 은미희, 이청해, 정길연, 정지아